# Edward Derwinski
Edward Joseph Derwinski, né le 15 septembre 1926 à Chicago (Illinois) et mort le 15 janvier 2012 à Oak Brook (Illinois), est un homme politique américain. Membre du Parti républicain, il est représentant de l'Illinois entre 1959 et 1983 puis le premier secrétaire aux Anciens combattants entre 1989 et 1992 dans l'administration du président George H. W. Bush.

## Biographie
Ancien combattant dans le Pacifique pendant la Seconde Guerre mondiale, il reste un temps au Japon avec les troupes américains d'occupation. De 1958 à 1983, il siégera à la Chambre des représentants comme élu de l'Illinois. À la suite d'un redécoupage électoral sous administration démocrate en 1980, sa circonscription d'origine se voit réduite à 15 % de son ancien territoire et s'en voit ajouter de nouveau. Il se retrouve donc en concurrence avec un autre élu républicain, George O'Brien, placé dans le même district que lui (mais ce dernier récupère une plus grande partie de son ancienne circonscription) et perd les primaires en 1982. Le président Ronald Reagan le nomme conseiller au département d'État puis en 1987 secrétaire d'État adjoint chargé de l'assistance, des sciences et des technologies, poste qu'il occupera jusqu'à la fin de la présidence Reagan. Il devient sous la présidence de George H. W. Bush le nouveau et premier secrétaire aux Anciens combattants des États-Unis dont la création du département avait été initié à la fin du mandat de Ronald Reagan.
D'origine polonaise, il essayera toute sa carrière de venir en aide aux pays d'Europe de l'Est alors sous la domination soviétique. Il militera aussi pour la réhabilitation du général royaliste serbe Draža Mihailović.

## Source
- (en) Cet article est partiellement ou en totalité issu de l’article de Wikipédia en anglais intitulé « Ed Derwinski » (voir la liste des auteurs).